# Combat de Talahandak (2015)
Pour les articles homonymes, voir Combat de Talahandak.
Guerre du Mali
Batailles
Le combat de Talahandak est une attaque menée par Ansar Dine contre une position du MNLA, le 24 décembre 2015 lors de la guerre du Mali.

## Prélude
À partir de l'année 2014, un chef du MNLA, Sidi Mohamed Ag Saïd, dit « Trois-Trois », se montre particulièrement actif contre les forces djihadistes dans les environs de Tessalit, Aguel'hoc, Abeïbara et Boghassa. À la tête d'un groupe appelé l'« unité anti-terroriste », fort de 250 hommes, « Trois-Trois » est placé directement sous le commandement de Mohamed Ag Najem, le chef de la branche militaire du MNLA. De 2014 à 2016, ses hommes revendiquent la destruction de 14 polices islamiques (hisba) et la récupération de 16 véhicules, d'environ 60 motos, d'armes et de divers appareils comme des téléphones. Il s'attire cependant l'hostilité d'Ansar Dine, qui dispose de 250 à 300 hommes, particulièrement en force à Abeïbara, Boghassa et Tenessako.
Selon Baba Ahmed, journaliste à Jeune Afrique, une action en janvier 2014 à Aguel'hoc marque le début des hostilités. Les forces du MNLA capturent alors quatre poseurs de mines qui sont remis aux soldats tchadiens de la MINUSMA. Trois-Trois promet alors de « détruire les terroristes qui tuent nos populations et occupent illégalement nos terres ». Furieux, Iyad Ag Ghali met sa tête à prix. Bilal Ag Acherif, le secrétaire-général du MNLA, obtient cependant une trêve quelques mois plus tard, après être entré en contact avec Ag Ghali par l'intermédiaire d'un marabout.
Mais Trois-Trois reprend par la suite ses actions. Le 19 décembre 2015, le MNLA mène un raid du côté de Boghassa et intercepte un groupe de huit hommes d'Ansar Dine à moto. L'affrontement éclate, quatre djihadistes sont tués et quatre autres faits prisonniers,,.

## Déroulement
Le matin du 24 décembre 2015, un poste du MNLA à Talahandak, près de la frontière algérienne, est attaqué par les forces d'Ansar Dine. Selon Ambéry Ag Rhissa, membre de la CMA, les djihadistes lancent l'assaut avec quinze pick-up armés de mitrailleuses et de mortiers, qui pénètrent dans le village en se mêlant à la population. L'assaut est mené en représailles au raid mené le 19 décembre à Boghassa par Trois-Trois,,. Après trois heures de combats, les forces du MNLA, inférieures en nombre, se replient,. La maison du commandant du groupe rebelle est incendiée, des commerces auraient également été ravagés,.
Les forces d'Ansar Dine tiennent le poste pendant quelques heures, puis elles se replient en emportant leur butin,. Les hommes du MNLA parviennent à rentrer dans le village dans la soirée,.
La CMA mobilise alors des renforts qui font mouvement vers Talahandak, mais le lendemain ils tombent dans une embuscade tendue par les djihadistes,.

## Pertes
Le MNLA annonce dans un communiqué publié le 25 décembre que six de ses hommes ont été tués, plusieurs autres blessés et deux véhicules détruits. Le groupe affirme ignorer le bilan du côté des assaillants, mais précise que ces derniers ont également eu des tués et des blessés,.
Le 26 décembre, Sidi Ould Ibrahim Sidat, responsable du MAA et de la CMA, affirme que quatre autres rebelles ont été tués dans l'embuscade tendue contre les renforts.
Dans son rapport de mars 2016, l'ONU fait également mention de 15 morts dans les rangs du MNLA lors des combats à Talahandak, dont onze dans l'attaque initiale et quatre dans l'embuscade
Ansar Dine revendique l'attaque le 26 décembre, qu'il affirme avoir mené contre une caserne commandée par « TerwaTerwa ». Dans son communiqué, le groupe djihadiste affirme que 11 « agents de la France » ont été tués, que des armes et des véhicules ont été saisis et que des « prisonniers moujahidines » ont été délivrés,,,.
Selon Baba Ahmed, journaliste de Jeune Afrique, le bilan de l'attaque de Talahandak et de l'embuscade du lendemain est de 21 morts et environ 20 hommes capturés du côté du MNLA et de 15 morts pour Ansar Dine. Un frère de Trois-Trois et un frère de Bilal Ag Acherif figurent parmi les morts côté MNLA.

## Vidéographie
- [vidéo] Vidéo d'Ansar Dine sur l'attaque de Talahandak.
- Caleb Weiss, Ansar Dine highlights attack on Tuareg separatists in Mali, The Long War Journal, 26 janvier 2016.